# Erasmo Luigi Surlet de Chokier
Erasmo Luigi Surlet de Chokier (Liegi, 27 novembre 1769 – Gingelom, 7 agosto 1839) fu un nobile e politico di Liegi (della Contea di Loon). A seconda dei cambi di confine, nacque suddito del Principato vescovile di Liegi, fu in seguito francese, olandese e infine belga

.

## Biografia
Nella Rivoluzione di Liegi del 18 agosto 1789 Surlet de Chokier apparteneva al campo dei patrioti che sono entrati sotto l'influenza della Rivoluzione francese negli edifici governativi di Liegi e hanno costretto il principe vescovo a fuggire. Quando la milizia è stata schiacciata nel 1790 dalle truppe austriache in schermaglie, è fuggito a Breda. Nel 1792 tornò nella sua città natale, Gingelom.
Dopo che i Paesi Bassi austriaci furono annessi dalla Francia nel 1795, divenne un convinto sostenitore della Rivoluzione francese, poi di Napoleone. Nel 1800, all'età di 31 anni, fu eletto sindaco di Gingelom e membro dei consigli dipartimentali e degli arrondissement. Nel 1812 divenne membro dell'Assemblea nazionale francese.
Quando, dopo la sconfitta di Napoleone nella Battaglia di Waterloo, il Belgio di oggi fu annesso al Regno Unito dei Paesi Bassi al Congresso di Vienna (1815), divenne deputato della Seconda Camera degli Stati Generali e Capo dell'Opposizione Meridionale. Nel 1816 fu elevato come Barone nella nobiltà olandese. A causa della sua natura critica e acuta, fu chiamato in Parlamento Surlet de Choquant (Surlet il fastidioso). Re Guglielmo I si assicurò personalmente che nel 1828 non fosse più eletto nella seconda camera.
Nel 1830 è stata proclamata l'indipendenza sulla scia della Rivoluzione belga e il governo provvisorio ha indetto le elezioni in cui Surlet è stato eletto come membro delle circoscrizioni di Hasselt nel Congresso nazionale e presidente del parlamento. Sotto la sua guida, fu redatta la Legge fondamentale belga.
Dopo il rifiuto della corona belga, dal re di Francia Luigi Filippo per suo figlio, Surlet è stato nominato dal Congresso come reggente il 24 febbraio 1831 e, quindi, primo Capo di stato del Belgio. Mantenne questo incarico fino al giuramento di re Leopoldo I il 21 luglio 1831.